# ماريا لويزا مونيوث
ماريا لويزا مونيوث (بالإسبانية: María Luisa Muñoz González)‏ هي منافسة ألعاب القوى إسبانية، ولدت في 6 مايو 1959 في قنطرة شنيل في إسبانيا.

## وصلات خارجية
- ماريا لويزا مونيوث على موقع الاتحاد الدولي لألعاب القوى (الإنجليزية)
- ماريا لويزا مونيوث على موقع أوليمبيديا (الإنجليزية)